# Atzalan (kommun)
Atzalan är en kommun i Mexiko.   Den ligger i delstaten Veracruz, i den sydöstra delen av landet, 220 km öster om huvudstaden Mexico City.
Följande samhällen finns i Atzalan:
- Atzalan
- Colonias Pedernales
- Pompeya
- El Campamento
- La Florida
- Almanza
- Ictzictic
- Javier Rojo Gómez
- Palmarcillo
- Cuatro Caminos
- Naranjillo
- Santo Domingo
- Cochota
- Pilares
- Tilzapota
- Copalillo I
- Tlacolula
- Independencia
- Cuauhtémoc
- El Olmo
- Zapote Redondo
- San Isidro
- Copalillo II
- Tatzallanala
- San Pedro Buenavista
- Ahuatepec
- El Olvido
- San Pedro Altepepan
- Zapotal
- San Isidro
- El Fortín
- Azotillo
- Acatitán
- El Rodeo
- El Tesoro
- Martinica
- Macuiltepec
- Rancho Nuevo
- Chaparro Grande
- María García
- Seis de Mayo
- Santa Cruz
- San Antonio
- El Pimiento
- Loma de las Flores
- El Zapote
- Arroyo Colorado
- Vega del Río de San Pedro
- Tepantepec
- Texcapa
- Norberto Aguirre Palancares
- Tepetzintla
- Pochotita
- La Noria
- Cerro de Barreras
- La Loma
- Sompazol
- Tallohuaya
- Piedra Grande
- Loma del Rayo
- Plan de Limón
- Loma Bonita
- Tamolotes
- Colonia José Preza
- Miramar
- El Rincón
- Santa Rosa
- Tinajas
- El Pozón
- Tacocuautla
- Cruz Gorda
- Moyota
- La Reforma
- Xontaxpan
- Coyomico
- El Taconazo
- Cerro de San Francisco
- Aguilera
- Cerro del Candelero
- Bernavés
- El Mirador
- Huatamimilo
- Xicotes
- Martínez y Martínez
- Chilacayote
- El Pinal